# Béatrice Romand

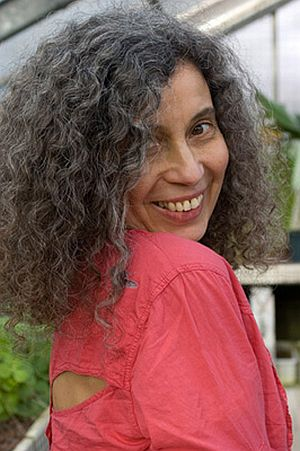
Béatrice Romand, 2024

Béatrice Romand (* 16. April 1952 in Birkadem nahe Algier) ist eine französische Schauspielerin.
Romand wurde dem deutschen Publikum hauptsächlich durch ihre Rollen in Filmen Éric Rohmers wie beispielsweise Claires Knie (die erste Zusammenarbeit),  Herbstgeschichte oder Das grüne Leuchten, aber auch durch die Rolle der Charlotte („Charlie“) in der Vorabendserie Graf Yoster gibt sich die Ehre bekannt.
Im Alter von 8 Jahren verließ sie während des Algerienkriegs mit ihren Eltern ihre Heimat. In Paris studierte sie klassischen Tanz, Fotografie und Kunst, bevor sie mit 16 Jahren zum ersten Mal für die sechsteilige Fernsehproduktion Mauregard vor der Kamera stand. Bis heute (2005) wirkte sie als Schauspielerin in über 30 Kino- und Fernsehfilmen mit.
Zwei ihrer Zusammenarbeiten mit Éric Rohmer wurden ausgezeichnet. Der Motion Picture Arts Club of New York würdigte ihre schauspielerische Leistung in Claires Knie 1970 mit dem Preis für die Most Promising Actress (vielversprechendste Schauspielerin), und für die Hauptrolle der Sabine in Die schöne Hochzeit erhielt sie auf dem Filmfestival von Venedig 1982 die Auszeichnung Beste Schauspielerin.
Als Regisseurin beziehungsweise Produzentin hatte sie Anteil an weiteren, zum Teil mit Preisen ausgezeichneten Kurz- und Dokumentarfilmen.
Heute lebt Béatrice Romand mit ihrer Familie im Limousin.

## Filmografie (Auswahl)
- 1970: Claires Knie (Le genou de Claire)
- 1972: Themroc
- 1973: Weiche Betten, harte Schlachten (Soft beds, hard battles)
- 1974: Graf Yoster gibt sich die Ehre (deutsche Fernsehserie, 14 Folgen)
- 1975: Die romantische Engländerin (The Romantic Englishwoman)
- 1982: Die schöne Hochzeit (Le beau mariage)
- 1983: Der gelbe Teppich (La casa del tappeto giallo)
- 1985: Das grüne Leuchten (Le rayon vert)
- 1987: Vier Abenteuer von Reinette und Mirabelle (Quatre aventures de Reinette et Mirabelle)
- 1995: Die Allee des Königs (L‘allée du roi)
- 1998: Herbstgeschichte (Conte d’automne)